# Santa Maria della Neve dei Foglianti
Santa Maria della Neve dei Foglianti var en kyrkobyggnad i Rom, helgad åt Jungfru Maria. Kyrkan var belägen i Rione Trevi, vid korsningen mellan Via Rasella och Via del Boccaccio. Santa Maria della Neve syftar på den legend som berättar att Gud lät snö (italienska neve) falla på Esquilinens hjässa den 5 augusti 352 för att där ange platsen på vilken påve Liberius skulle grunda basilikan Santa Maria Maggiore. ”Foglianti” är den italienska benämningen på Feuillants, en reformerad cistercienskongregation.

## Kyrkans historia
Det råder osäkerhet om när kyrkan grundades, antingen 1629 eller 1635. Kyrkan uppfördes av Les Feuillants, en fransk reformerad cistercienskongregation. Feuillants kommer av latinets folium, ’blad’. Det lilla klostret vid kyrkan var residens för kongregationens prokurator i Rom och lydde under Couvent des Feuillants i Paris.
I kyrkan vördades en ikon föreställande Jungfru Maria och Jesusbarnet. Feuillants-kongregationen förbjöds 1791 under franska revolutionen och kyrkan övertogs av Confraternita della Madonna della Neve från Santa Maria Maggiore. Santa Maria della Neve dei Foglianti revs i mitten av 1800-talet och brödraskapet flyttade till Santa Maria della Neve al Colosseo. På platsen för den rivna kyrkan, klostret och klosterträdgården byggdes ett bostadskomplex.

## Bilder

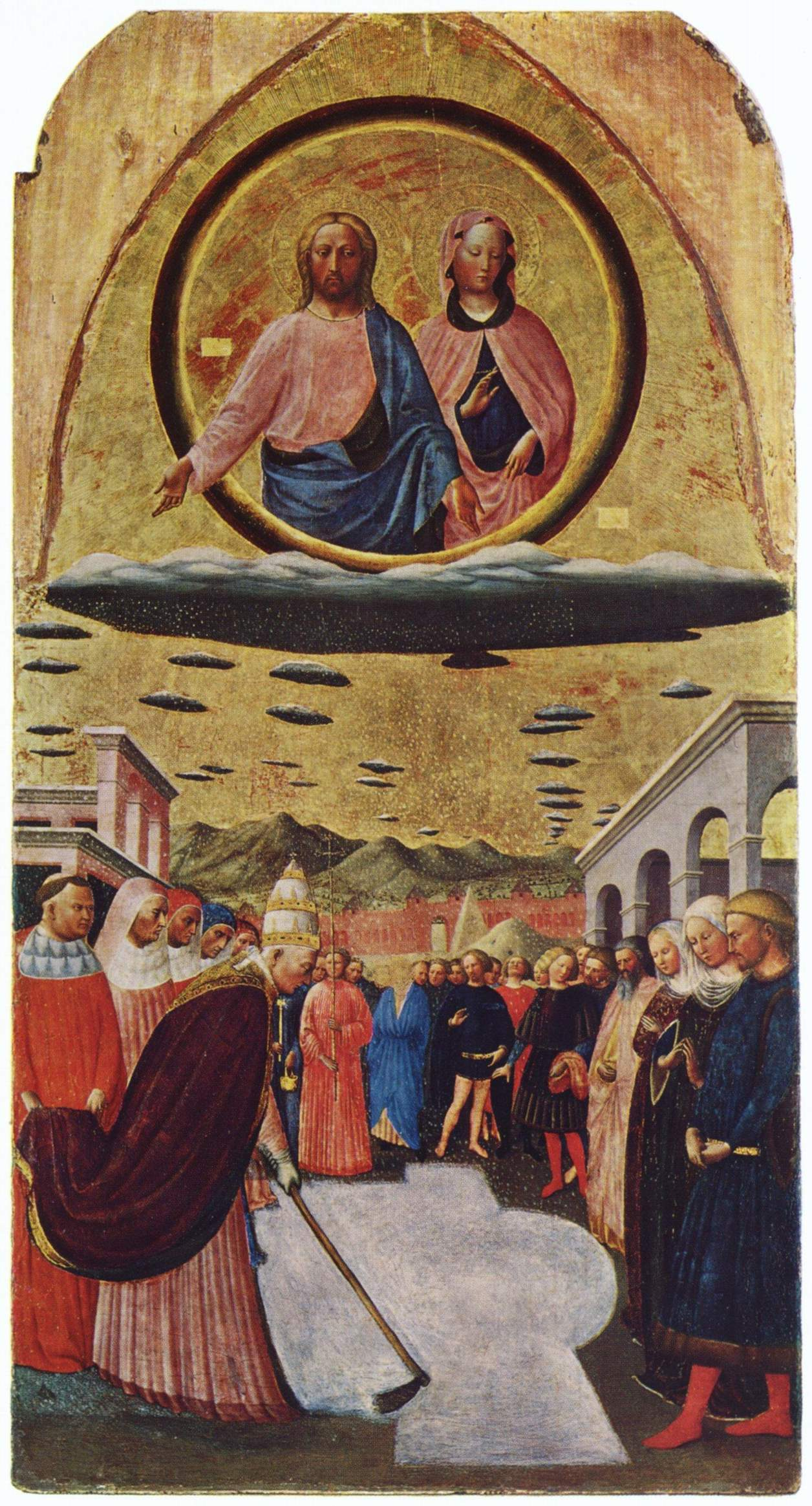
Miraklet med snön av Masolino da Panicale.